# Lovin on Me
Lovin on Me è un singolo del rapper statunitense Jack Harlow, pubblicato il 10 novembre 2023.

## Antefatti e pubblicazione
Il rapper ha anticipato il brano attraverso la pubblicazione di un'anteprima sul social network TikTok nell'ottobre 2023, diventando virale. Il 6 novembre Harlow ha dichiarato che il singolo sarebbe stato pubblicato entro la fine della stessa settimana. Nello stesso annuncio venne anche rivelato che il rapper sarebbe stato impegnato con la tournée No Place like Home, con tappe in sei città nel Kentucky, stato d'origine dell'artista.
Lovin on Me è stato pubblicato il 10 novembre 2023, congiuntamente al suo video musicale di accompagnamento. Harlow ha dichiarato che questo brano rappresenta una "nuova era" per la sua carriera.

## Descrizione
Lovin on Me contiene dei campionamenti del brano Whatever (Bass Solique) di Cadillac Dale (1995), riproponendo il suo ritornello. Nel brano Jack Harlow, attraverso il rap, flirta con una sua potenziale amante.

## Video musicale
Il video musicale, diretto da Aidan Cullen, è stato reso disponibile in concomitanza con l'uscita del brano attraverso il canale YouTube del rapper. Nel video il rapper viene visto indossare diversi outfit, principalmente sportivi, e ballare su diversi sfondi colorati. In alcune scene Harlow è accompagnato da altre comparse maschili e femminile ed è anche mostrato mentre tiene in braccio un cucciolo di cane.

## Successo commerciale
La canzone ha avuto da subito un ottimo successo sulle piattaforme streaming ed ha debuttato alla prima posizione delle classifiche di Australia, Nuova Zelanda e Regno Unito, così come alla seconda posizione della Billboard Hot 100.
Negli Stati Uniti, nella prima settimana di pubblicazione, il brano ha accumulato 22,2 milioni di streaming, 12,2 milioni di audience radiofonica e ha venduto 12 000 download, consentendogli di far ingresso direttamente al secondo gradino del podio. Lovin on Me ha anche debuttato alla prima posizione della Hot R&B/Hip-Hop Songs e della Hot Rap Songs. Nella settimana di pubblicazione del 2 dicembre 2023, grazie a 23,6 milioni di streaming, 20,8 milioni di audience radiofonica e 11 000 copie vendute, Lovin on Me ha raggiunto la vetta della Billboard Hot 100 diventando la terza numero uno del rapper nella suddetta classifica.
Nel Regno Unito Lovin on Me è diventata la prima numero uno del rapper, accumulando 5,1 milioni di streaming nella prima settimana di disponibilità.

## Classifiche

### Classifiche settimanali
| Classifica (2023-24) | Posizione massima |
| -------------------- | ----------------- |
| Australia            | 1                 |
| Austria              | 6                 |
| Belgio (Vallonia)    | 38                |
| Belgio (Vallonia)    | 21                |
| Bielorussia          | 28                |
| Bulgaria             | 4                 |
| Canada               | 1                 |
| Danimarca            | 4                 |
| Emirati Arabi Uniti  | 3                 |
| Estonia              | 7                 |
| Finlandia            | 15                |
| Francia              | 40                |
| Germania             | 4                 |
| Grecia               | 4                 |
| Irlanda              | 2                 |
| Islanda              | 5                 |
| Israele              | 46                |
| Italia               | 70                |
| Kazakistan           | 18                |
| Lettonia             | 1                 |
| Libano               | 2                 |
| Lituania             | 2                 |
| Lussemburgo          | 6                 |
| Moldavia             | 180               |
| Norvegia             | 4                 |
| Nuova Zelanda        | 1                 |
| Paesi Bassi          | 6                 |
| Polonia              | 59                |
| Portogallo           | 36                |
| Regno Unito          | 1                 |
| Repubblica Ceca      | 27                |
| Russia               | 19                |
| Singapore            | 20                |
| Slovacchia           | 14                |
| Stati Uniti          | 1                 |
| Sudafrica            | 5                 |
| Svezia               | 7                 |
| Svizzera             | 4                 |
| Ucraina              | 166               |

### Classifiche di fine anno
| Classifica (2024) | Posizione |
| ----------------- | --------- |
| Australia         | 17        |
| Bielorussia       | 83        |
| Canada            | 10        |
| Danimarca         | 83        |
| Estonia           | 85        |
| Germania          | 53        |
| Kazakistan        | 42        |
| Nuova Zelanda     | 13        |
| Regno Unito       | 28        |
| Russia            | 51        |
| Stati Uniti       | 5         |
| Svizzera          | 73        |